# Hansrüdi Märki
Hansrüdi Märki (Handbach, 18 de junho de 1960) é um ex-ciclista suíço.
Märki competiu nos Jogos Olímpicos de Verão de 1984 em Los Angeles, onde foi membro da equipe suíça de ciclismo que terminou em sétimo lugar na perseguição por equipes de 4 km em pista.